# Agostino Kotzian
Agostino Kotzian (* 19. August 1792 in Brünn; † 18. April 1878 in Livorno) war ein österreichischer Unternehmer.

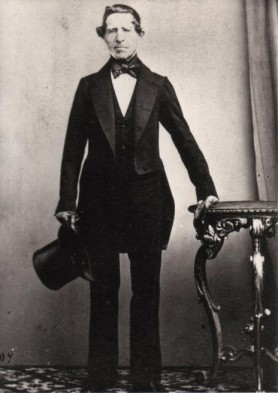
Agostino Kotzian

## Leben
Er ließ sich um 1814 in Livorno nieder und wurde ein aktives Mitglied der protestantischen Gemeinde der Stadt, wie sein Eintrag in das Register der Holländisch-Deutschen Kongregation (das sogenannte Rote Buch) im Jahr 1837 bezeugt. Seine kaufmännische Laufbahn begann er bei Pietro Senn in der Firma P. Senn & C. 1821 wurde er Teilhaber und heiratete im folgenden Jahr die Nichte von Senn.
„P. Senn & C.“ war aus einer älteren Firma hervorgegangen, die vor 1772 von Joseph Guigues, einem französischen Kaufmann, der 1799 die napoleonischen Truppen in Italien beliefert hatte, gegründet worden war.
Im Jahr 1836 wurde Agostino zum Präsidenten der Handelskammer von Livorno und zum Geschäftsführer der Banca di Sconto gewählt, ein Amt, das er 1849 wieder übernahm.
Kotzian spielte zusammen mit Emanuele Fenzi und Pietro Senn eine entscheidende Rolle bei der Verwirklichung der Leopolda-Bahn, die in den 1840er Jahren zwischen Florenz und Livorno gebaut wurde.
Er spielte auch eine wichtige Rolle während der österreichischen Invasion von 1849, als er Mitglied der Deputation von Adligen und Geschäftsleuten aus Livorno war, die vergeblich versuchten, mit Baron d’Aspre über eine friedliche Übergabe der Stadt zu verhandeln, um das Schlimmste zu verhindern.
Für seine Verdienste um den Bau der Leopolda wurde er 1851 vom Großherzog der Toskana Leopold II. in den Adelsstand erhoben.
Agostino Kotzian führte den Betrieb bis ins hohe Alter weiter und übergab ihn dann an seine Söhne. Es folgten verschiedene Firmennamen bis hin zu den bekannten „Magazzini Kotzian“, die bis vor wenigen Jahren in Livorno existierten.
Er starb 1878 und wurde auf dem Friedhof der Holländisch-Deutschen Kongregation beigesetzt. Am Eingang des Friedhofs befindet sich eine Stele, auf der sein Name und der seiner Frau Eugénie unter den Wohltätern der Gemeinde aufgeführt sind.